# 웬드 와그너
웬드 와그너(Wende Wagner, 1941년 12월 6일 ~ 1997년 2월 26일)는 미국의 텔레비전 배우, 영화배우, 스턴트 배우, 배우이다.
뉴런던에서 태어났으며 샌타모니카에서 사망하였다. 사인은 암이다.

## 방송
- 그린 호넷

## 영화
- 그린 호넷 (1974년)
- 황야의 7인 2 (1969년)
- 로즈메리의 아기 (1968년)
- 데스티네이션 이너스페이스 (1966년)
- 그린 호넷 - 시리즈 (1966년)
- 리오 콘초스 (1964년)